# Caio Vaz
Caio Gebara Vaz (Rio de Janeiro, 18 de dezembro de 1993) é um surfista brasileiro.

## Carreira
Sendo incentivado pelo seu pai, Vaz teve seu primeiro contato com o surfe aos 5 anos de idade, sobre uma de uma prancha e aos 9 anos, já estava disputando títulos. Aos 11 anos, começou a treinar com Caio Monteiro, treinador que na época liderava a equipe carioca brasileira nos principais campeonatos amadores, aprendendo com ele técnicas do surf e estratégias de competição em bateria. Nesse mesmo período, Caio foi convidado pelo booker Sérgio Mattos para fazer parte da agência 40 Graus Models, tendo feito trabalhos para grandes revistas importantes como Vogue Paris e I-D. Começou a estudar teatro no tablado aos 14 anos e em 2007, fez testes para integrar no elenco da telenovela Três Irmãs e foi aprovado, interpretando o surfista Thor. Em 2010, Caio e o irmão Ian Vaz, criaram um canal no YouTube chamado The Vaz Brothers, onde publicavam vídeos de suas participações em campeonatos e surf trips, que chamou atenção do diretor do Canal OFF, que convidou os irmãos para criarem a série Irmãos Vaz, que foi lançada em 2013. Em 2012, passou a competir no Circuito Mundial de SUP, conquistando sua primeira vitória na primeira etapa em 2014, em Sunset Beach, Havaí, conquistando também a segunda, que ocorreu em Alagoas, acabando o ano em  2° lugar. No mesmo ano, protagonizou o filme A Onda da Vida, no papel do surfista Thiago. Após terminar as duas competições como vice-campeão no campeonato mundial Stand Up Have, se consagrou campeão mundial em 2015, após ganhar o torneio em Huntington Beach, na Califórnia. Ele terminou a disputa nos Estados Unidos em segundo lugar, atrás do taitiano Poenaiki Raioha. Zane Schweitzer e Sean Poynter completaram o pódio, em terceiro. Caio precisou correr cinco baterias até garantir a vaga na decisão. O caminho para o título ficou aberto após a eliminação do atual campeão mundial, Kai Lenny, e foi confirmado com a eliminação de Zane Schweitzer. Em 2016, se consagrou bicampeão mundial da modalidade Stand Up Paddle, após ganhar o torneio Sunset Beach Pro, em todas suas baterias, feito inédito para um brasileiro no Hawaii. No mesmo ano, competiu no The Ultimate Waterman, em Nova Zelândia, prova que reúne oitos dos maiores atletas de prancha do planeta para disputarem oito modalidades diferentes, vencendo a categoria o longboard e estando em quarto nas outras duas categorias, paddleboard race e surf. Em 2017, conquistou a medalha de ouro dos Jogos Pan-Americanos, em Lima, Peru. Em 2017, ganhou o troféu de melhor do mundo da revista Sup Magazine, título considerado o Oscar do surfe com remo.  Em 2019, Vaz lançou um filme documentário, realizado pelo Canal OFF. O documentário Dando A Volta Por Cima retrata sobre o acidente que ele sofreu em Fiji, que lhe causou uma fratura no ombro esquerdo e uma desinserção no músculo da coxa.

## Vida pessoal
Em 2017, começou a namorar a atriz Isabella Santoni. O casal terminou o relacionamento em dezembro de 2019, reatando o namoro em fevereiro de 2020.

## Filmografia

### Televisão
| Ano  | Título     | Papel         |
| ---- | ---------- | ------------- |
| 2008 | Três Irmãs | Thor Pedreira |
| 2013 | Irmãos Vaz | Ele mesmo     |

### Cinema
| Ano  | Título           | Papel     |
| ---- | ---------------- | --------- |
| 2014 | A Onda da Vida   | Thiago    |
| 2019 | A Volta Por Cima | Ele mesmo |